# Gagea rawalpindica
Gagea rawalpindica (лат.) — вид однодольных растений рода Гусиный лук (Gagea) семейства Лилейные (Liliaceae). Впервые описан ботаникаим Игорем Германовичем Левичевым и Саедом Иртифаком Али в 2006 году.

## Распространение
Эндемик Пакистана, известный из региона Хазара и округа Равалпинди.

## Ботаническое описание
Луковичный геофит.
Растущее одиночно или, чаще, небольшими группами маленькое растение высотой 3—8 см.
Луковица диаметром 4—8 мм, с редкими тонкими корнями, покрыта тонкой кожистой светло-коричневой оболочкой.
Цветонос высотой 0,5—2 см.
Прикорневой лист узколанцетный, одиночный; цветоносные листья мутовчатые, верхние меньше по размеру.
Цветки бледно-жёлтые, собраны в плотное соцветие по 3—6 цветков в каждом.
Плод — округло-продолговатая коробочка.